# Александровка (Белогорский район)
Алекса́ндровка (укр. Олександрівка, крымскотат. Aleksandrovka, Александровка) — село в Белогорском районе
Республики Крым, входит в состав Зеленогорского сельского поселения (согласно административно-территориальному делению Украины — Зеленогорского сельсовета Автономной Республики Крым).

## Население
| 2001 | 2014 |
| ---- | ---- |
| 259  | ↗595 |

Всеукраинская перепись 2001 года показала следующее распределение по носителям языка
| Язык       | Процент |
| ---------- | ------- |
| русский    | 93.0    |
| украинский | 6.56    |
| другие     | 0.39    |

### Динамика численности
| - 1864 год — 101 чел. - 1889 год — 136 чел. - 1892 год — 30 чел. - 1900 год — 30 чел. - 1915 год — 8/42 чел. | - 1926 год — 53 чел. - 2001 год — 259 чел. - 2009 год — 259 чел. - 2014 год — 595 чел. |

## Современное состояние
На 2017 год в Александровке числится 7 улиц и 1 переулок; на 2009 год, по данным сельсовета, село занимало площадь 20,4 гектара на которой, в 108 дворах, проживало 259 человек. Александровка связана автобусным сообщением с райцентром и соседними населёнными пунктами.

## География
Село Александровка находится в центре района. Расположено в северном предгорье Внутренней гряды Крымских гор — на берегу пруда, в балке впадающего справа в Сарысу (левый приток Биюк-Карасу) безымянного ручья, высота центра села над уровнем моря 259 м. Ближайшее село Зеленогорское в 2 км к юго-западу. Расстояние до райцентра — около 7 километров (по шоссе), ближайшая железнодорожная станция — Симферополь, примерно в 48 километрах. Транспортное сообщение осуществляется по региональной автодороге 35Н-115 Белогорск — Межгорье (по украинской классификации — С-0-10339).

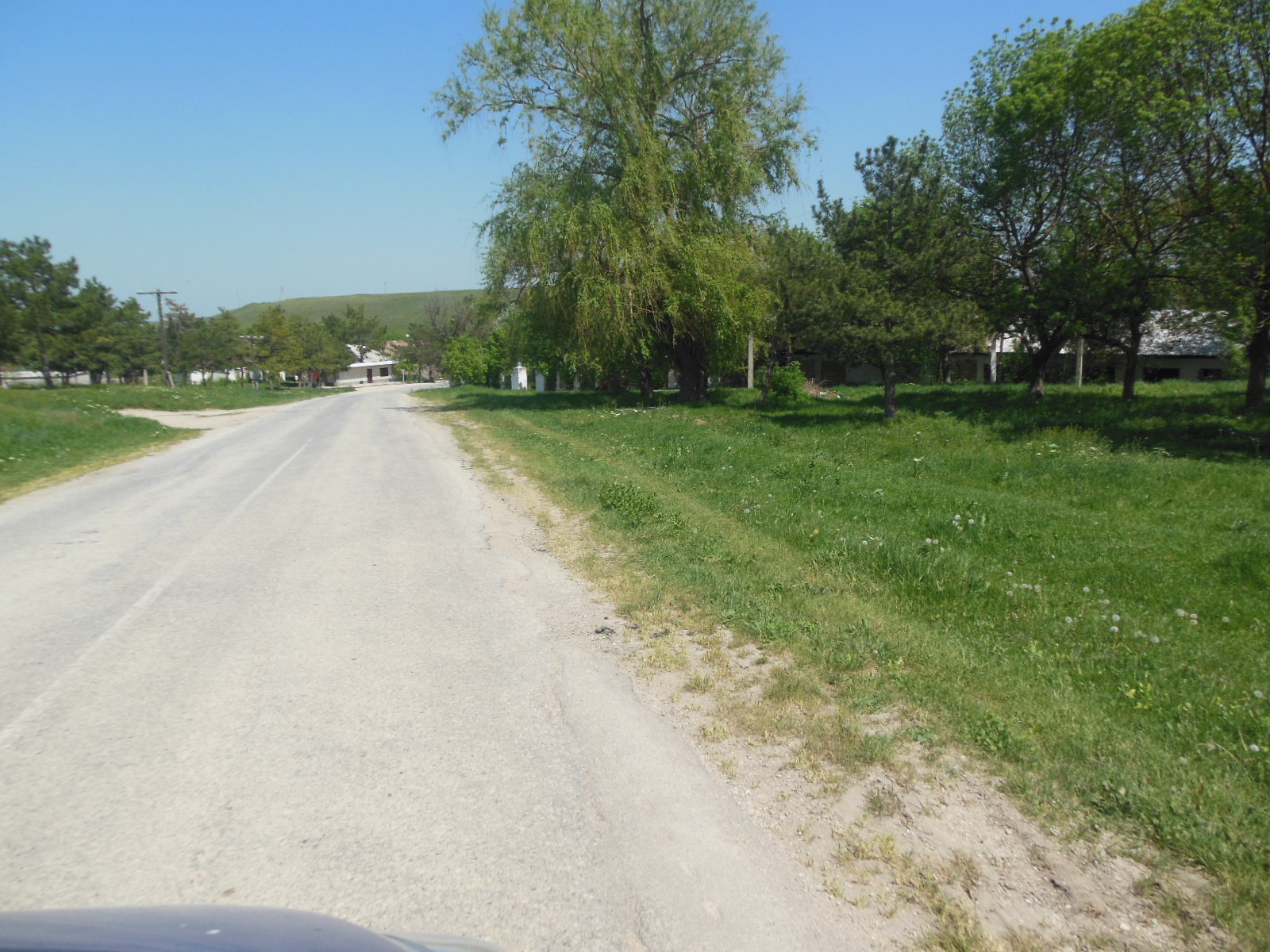

## История
Русское село, возникшее в первой половине XIX века, после 1829 года (в «Ведомости о казённых волостях Таврической губернии» от 31 августа 1829 года ещё не значится), как экономия и владение помещика Белотукова. Впервые в документах встречается на территории Аргинской волости Симферопольского уезда на карте 1842 года, как Александровка (русская) и обозначена условным знаком «малая деревня», то есть, менее 5 дворов.
В 1860-х годах, после земской реформы Александра II, деревню приписали к Зуйской волости. В «Списке населённых мест Таврической губернии по сведениям 1864 года», составленном по результатам VIII ревизии 1864 года, Александровка — владельческая русская деревня с 16 дворами и 101 жителем при речке Сары-Су (на трёхверстовой карте Шуберта 1865—1876 года в деревне Александровка обозначено 9 дворов). В «Памятной книге Таврической губернии 1889 года» по результатам Х ревизии 1887 года записана Александровка с 26 дворами и 136 жителями. На верстовой карте 1890 года в деревне обозначено 17 дворов с русским населением.
После земской реформы 1890-х годов деревня осталась в составе преобразованной Зуйской волости.
Согласно «…Памятной книжке Таврической губернии на 1892 год», в деревне Александровка, входившей в Барабановское сельское общество, было 30 жителей в 4 домохозяйствах на общинной земле, в «…Памятной книжке Таврической губернии на 1900 год» зафиксировано то же число жителей и дворов. По Статистическому справочнику Таврической губернии. Ч.II-я. Статистический очерк, выпуск шестой Симферопольский уезд, 1915 год, в деревне Александровка (она же Отар-Кой) Зуйской волости Симферопольского уезда числилось 3 двора со смешанным населением в количестве 8 человек приписных жителей, из которых 4 мужчин и 4 женщины и 42 — «посторонних». Жители владели 400 десятинами удобной земли. В хозяйствах имелось 6 лошадей, 2 коровы и 4 головы мелкого скота.
После установления в Крыму Советской власти, по постановлению Крымревкома от 8 января 1921 года была упразднена волостная система и село вошло в состав вновь созданного Карасубазарского района Симферопольского уезда, а в 1922 году уезды получили название округов. 11 октября 1923 года, согласно постановлению ВЦИК, в административное деление Крымской АССР были внесены изменения, в результате которых округа ликвидировались, Карасубазарский район стал самостоятельной административной единицей и селение включили в его состав. Согласно Списку населённых пунктов Крымской АССР по Всесоюзной переписи 17 декабря 1926 года, на хуторе Александровка, Эфендикойского сельсовета Карасубазарского района, числилось 11 дворов, все крестьянские, население составляло 53 человека, 50 русских, 4 украинца и 1 грек. К 1940 году совет был упразднён и село включили в состав Аргинского (с 1945 года — Балкинский сельсовет). В период оккупации Крыма, 17 и 18 декабря 1943 года, в ходе операций «7-го отдела главнокомандования» 17 армии вермахта против партизанских формирований, была проведена операция по заготовке продуктов с массированным применением военной силы, в результате которой в селе Александровка была произведена тотальная реквизиция продуктов. Селение, как в других подобных случаях, сожжено не было, судьба жителей пока неизвестна.
После освобождения Крыма от фашистов, 12 августа 1944 года было принято постановление № ГОКО-6372с «О переселении колхозников в районы Крыма», в исполнение которого в район завезли переселенцев: 6000 человек из Тамбовской и 2100 — Курской областей, а в начале 1950-х годов последовала вторая волна переселенцев из различных областей Украины. В эти годы местное хозяйство вошло в объединённый колхоз «Путь к коммунизму» (в 1960 году реорганизованный в совхоз «Зеленогорский»). С 25 июня 1946 года Александровка в составе Крымской области РСФСР. С 1953 года — в составе Зеленогорского сельсовета. 26 апреля 1954 года Крымская область была передана из состава РСФСР в состав УССР. С 12 февраля 1991 года село в восстановленной Крымской АССР, 26 февраля 1992 года переименованной в Автономную Республику Крым. С 21 марта 2014 года в составе Крыма аннексирована Россией.